# فرانك بوث (لاعب كريكت)
فرانك بوث (12 فبراير 1907 - 21 يناير 1980) (بالإنجليزية: Frank Booth)‏ هو لاعب كريكت بريطاني (وحمل سابقاً جنسية المملكة المتحدة لبريطانيا العظمى وأيرلندا).